# Dyskografia Joego Cockera
Dyskografia Joego Cockera. Debiutancki album studyjny Joego Cockera With a Little Help from My Friends wspiął się na 35. miejsce Billboard 200 i zdobył status złotej płyty w USA. W Wielkiej Brytanii zdobył 29. miejsce na UK Albums Chart. Drugi album Cockera również pokrył się złotem w Stanach Zjednoczonych. Jego najwyższą pozycją na Billboard 200 było 11. miejsce z albumem I Can Stand a Little Rain. Jego najwyższe pozycje w Wielkiej Brytanii to 9. miejsca z albumami Have a Little Faith i Hymn for My Soul. With a Little Help from My Friends i Joe Cocker! to jedyne albumy artysty, które zdobyły certyfikację w USA. Ostatni album Cockera to Fire It Up wydany w 2012 roku.

## Albumy studyjne
- With a Little Help from My Friends (1969)
- Joe Cocker! (1969)
- Something to Say (1972/1973)
- I Can Stand a Little Rain (1974)
- Jamaica Say You Will (1975)
- Stingray (1976)
- Luxury You Can Afford (1978)
- Sheffield Steel (1982)
- Civilized Man (1984)
- Cocker (1986)
- Unchain My Heart (1987)
- One Night of Sin (1989)
- Night Calls (1991/1992)
- Have a Little Faith (1994)
- Organic (1996)
- Across from Midnight (1997)
- No Ordinary World (1999/2000)
- Respect Yourself (2002)
- Heart & Soul (2004/2005)
- Hymn for My Soul (2007)
- Fire It Up (2012)

## Live
- Mad Dogs & Englishmen (1970)
- Live in LA (1976)
- Space Captain (1976)
- Live in New York (1981, Australia)
- Joe Cocker Live (1990)
- On Air 1968/1969 (1998)
- Standing Here - Live in Colorado '81 (2001)
- The Complete Fillmore East Concerts (2006)
- Live at Woodstock (2009)
- Fire It Up - Live (2013)

## Kompilacje
- Cocker Happy (1971,UK(FLY RECORDS) AustraliA)
- Joe Cocker’s Greatest Hits (1977)
- The Best of Joe Cocker (1983, Australia)
- Joe Cocker, 14 Classic Hits (1989)
- The Best of Joe Cocker (1993)
- The Long Voyage Home (1995, box set)
- Greatest Hits (1998)
- The Anthology (1999)
- Greatest Love Songs (2003)
- The Ultimate Collection 1968–2003 (2003)
- Ultimate Collection (2004)
- Gold (2006)
- Classic Cocker (2007)
- Icon (2011)
- 20th Century Masters The Millennium Collection (2015)
- The Life of a Man (2015)

## Filmy/Video/DVD
- Joe Cocker, Mad Dogs & Englishman (1971/2005)
- The Best Of Joe Cocker Live (Germany, 1992) (1992/1994, on DVD as Joe Cocker Live)
- Have A Little Faith (1994, biography)
- Across From Midnight Tour (Germany, 1997) (1997/2004)
- Joe Cockcer in Concert (Germany, 1996) (2001)
- Joe Cocker Live (Italy, 1981) (2002)
- Respect Yourself Live (2002)
- Joe Cocker (DVD EP) (2003)
- Joe Cocker Live (Germany, 1992) (2004)
- Feeling Alright (2005)
- Live at Montreux 1987 (2006)
- Cry Me A River (Rockpalast, 1983) (2008)

## Single
| Rok  | Miesiąc     | Tytuł                                     | UK Singles Chart | US Billboard Hot 100 | Album                           |
| ---- | ----------- | ----------------------------------------- | ---------------- | -------------------- | ------------------------------- |
| 1968 | październik | „With a Little Help From My Friends”      | 1                | 68                   |                                 |
| 1969 | wrzesień    | „Delta Lady”                              | 10               | 69                   | Joe Cocker!                     |
| 1969 | grudzień    | „She Came In Through the Bathroom Window” |                  | 30                   |                                 |
| 1970 | kwiecień    | „The Letter”                              | 39               | 7                    |                                 |
| 1970 | październik | „Cry Me a River”                          |                  | 11                   |                                 |
| 1971 | maj         | „High Time We Went”                       |                  | 22                   | Something to Say                |
| 1972 |             | „Feelin' Alright”                         |                  | 33                   |                                 |
| 1972 | sierpień    | „Midnight Rider”                          |                  | 27                   | Something to Say                |
| 1975 |             | „You Are So Beautiful”                    |                  | 5                    | I Can Stand a Little Rain       |
| 1978 |             | „Fun Time”                                |                  | 43                   | Luxury You Can Afford           |
| 1981 |             | „I'm So Glad I'm Standing Here Today”     |                  | 97                   | Long Voyage Home                |
| 1983 | styczeń     | „Up Where We Belong”                      | 7                | 1                    | An Officer and a Gentleman (OS) |
| 1984 | grudzień    | „Edge Of A Dream”                         |                  | 43                   | Rock Dreams                     |
| 1986 | sierpień    | „Shelter Me”                              |                  | 91                   | Cocker                          |
| 1986 | luty        | „You Can Leave Your Hat On”               |                  |                      | Cocker                          |
| 1989 | listopad    | „When the Night Comes”                    |                  | 4                    | One Night of Sin                |
| 1990 | czerwiec    | „What Are You Doing With A Fool Like Me”  |                  | 96                   | Joe Cocker Live                 |
| 1992 | marzec      | „(All I Know) Feels Like Forever”         | 25               |                      |                                 |
| 1992 | maj         | „Now that the Magic Has Gone”             | 28               |                      |                                 |
| 1992 | lipiec      | „Unchain My Heart”                        | 17               |                      |                                 |
| 1994 | sierpień    | „The Simple Things”                       | 17               |                      | Have a Little Faith             |
| 1994 | grudzień    | „Let the Healing Begin”                   | 32               |                      | Have a Little Faith             |
| 1994 |             | „Summer in the City”                      | 32               |                      | Have a Little Faith             |
| 1997 |             | „Could You Be Loved”                      |                  |                      | Across from Midnight            |
| 1997 |             | „N'oubliez jamais”                        |                  |                      | Across from Midnight            |
| 1997 |             | „Tonight”                                 |                  |                      | Across from Midnight            |
| 1998 |             | „What Becomes of the Broken-Hearted”      |                  |                      |                                 |
| 1999 |             | „Different Roads”                         |                  |                      | No Ordinary World               |
| 1999 |             | „First We Take Manhattan”                 |                  |                      | No Ordinary World               |
| 2000 |             | „My Father's Son”                         |                  |                      | No Ordinary World               |
| 2007 |             | „Hymn 4 My Soul”                          |                  |                      | Hymn for My Soul                |
| 2010 | październik | „Hard Knocks”                             |                  |                      | Hard Knocks                     |